# گیاه تازه‌وارد

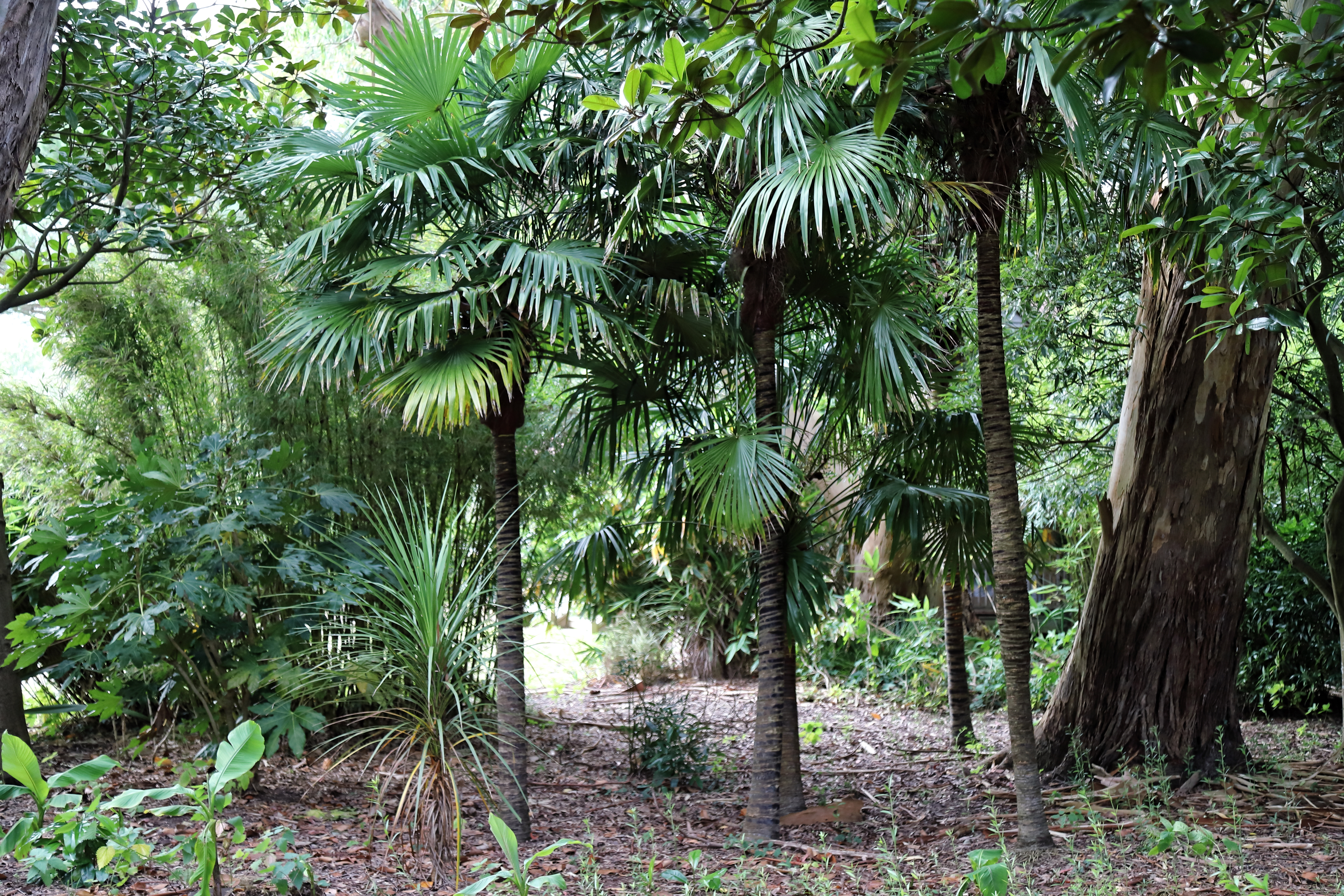
نخل آسیابی (Trachycarpus fortunei) در پارکی در غرب ساسکس، انگلستان پایه‌گذاری شد.

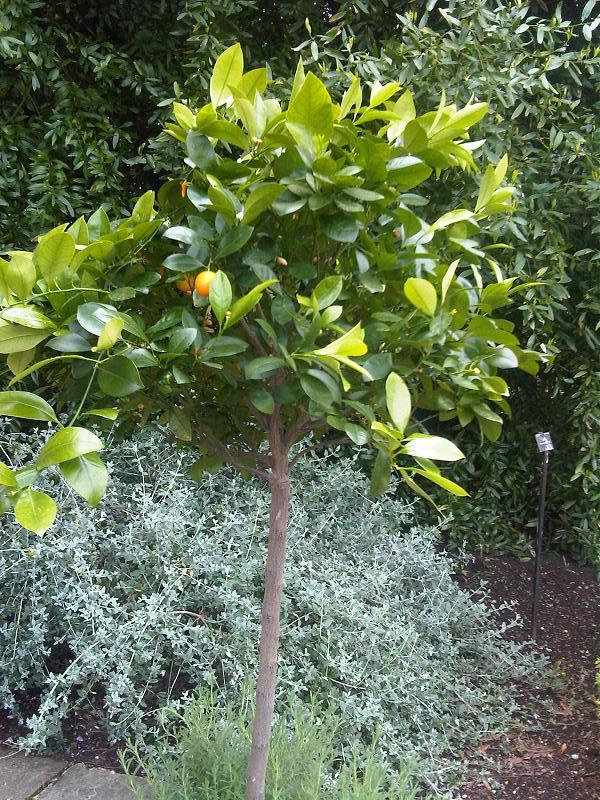
درخت پرتقال شیرین پایه‌گذاری‌شده (Citrus × sinensis) در باغ کیو، انگلستان

گیاهان تازه‌وارد یا گیاهان ماجراجو (به انگلیسی: Adventive plant) گیاهانی هستند که به دلیل تأثیرات انسانی در مکانی پاه‌گذاری شدهاند که با منطقه خاستگاه آنها هماهنگی ندارد و بنابراین همه گونه‌های وحشی هستند که تنها با کمک انسان پایه‌گذاری شده و در برابر گونه‌های بومی هستند.

## واژه‌شناسی
واژهٔ «تازه‌وارد» برای توصیف گونه‌هایی استفاده می‌شود که خودکفا نیستند، اما نیاز به کمک جمعیتی دوره‌ای از سرزمین خود دارند. با این حال، اگر یک گونه اکتشافی در منطقه جغرافیایی جدید خود به خودکفایی تبدیل شود، آنگاه طبیعی می‌شود.
واژهٔ انسان‌پراکنشی گاهی به صورت مترادف با این مورد استفاده می‌شود، اما اغلب به گونه‌هایی محدود می‌شود که ناخواسته به این منطقه آورده شده و سپس طبیعی شده‌اند، گاهی نیز برای گونه‌هایی به کار می‌رود که خود را محکم در زیستگاه جدید خود پایه‌گذاری کرده‌اند.